# Convento di San Marco (León)

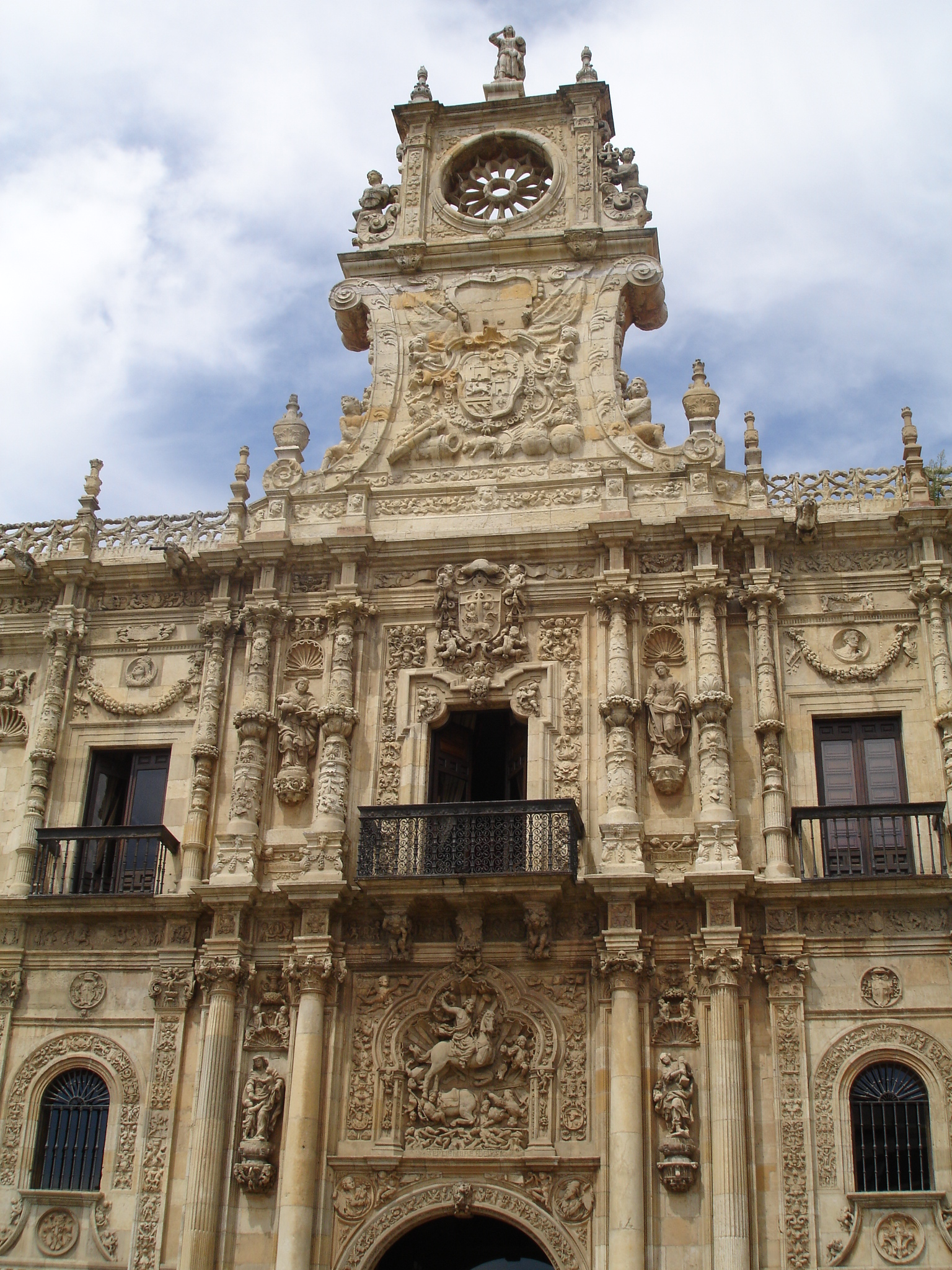
Facciata principale

Il convento di San Marco o monastero di San Marco è uno dei più importanti monumenti del rinascimento spagnolo di León insieme alla cattedrale, alla basilica di Sant'Isidoro e alla Casa Botines. Oggi fa parte della catena alberghiera di lusso spagnola Parador.